# 衣紋道

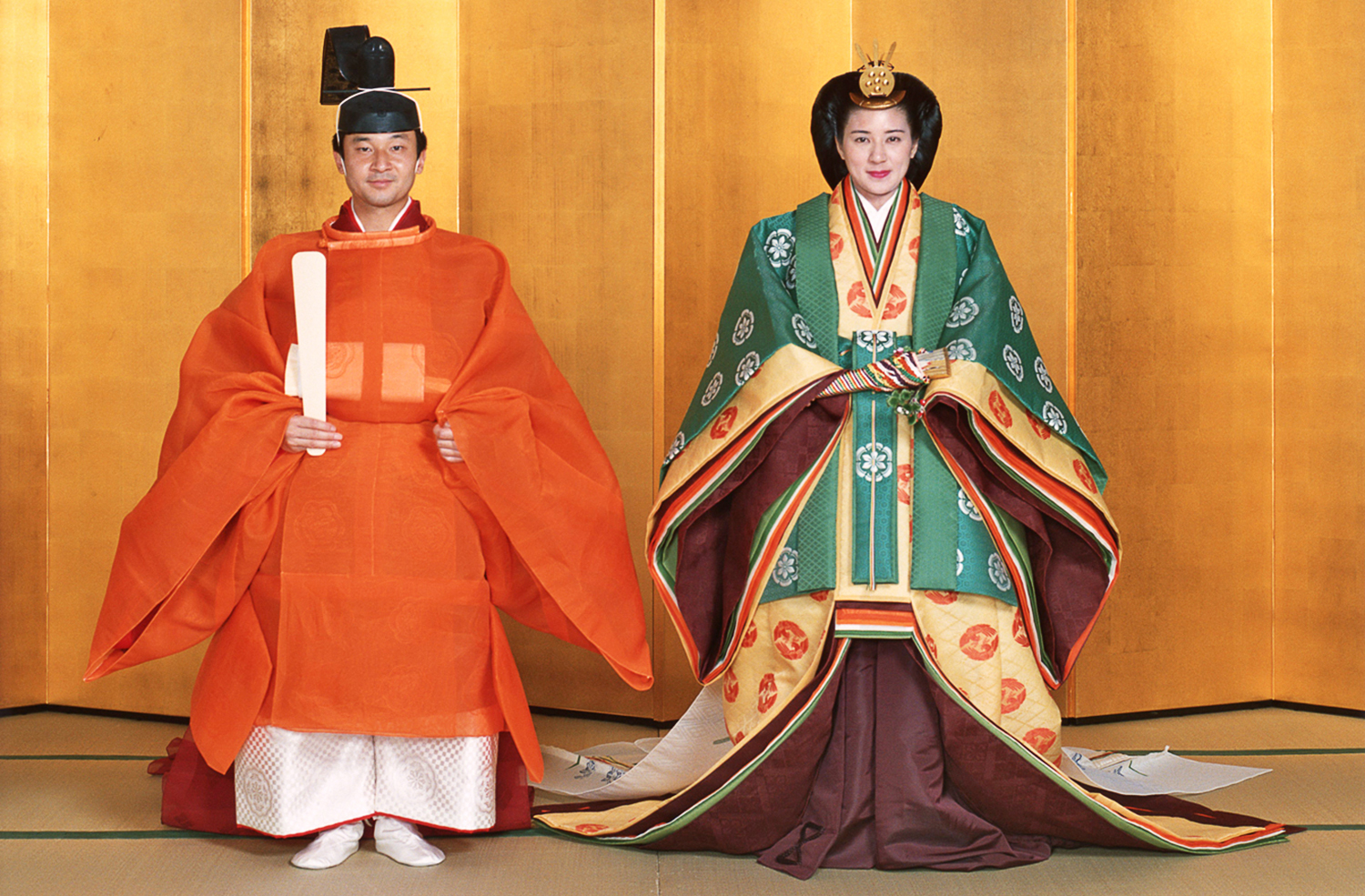
皇太子徳仁（当時）と同妃雅子の結婚式の装束

衣紋道（えもんどう）は、装束に関する知識や技術を体系化したもの。平安時代末期に、朝廷内の装束が柔装束から強装束へ変化したことで一人で着ることが難しくなり、仕立てや着付けに長けた衣紋方が必要とされるようになったことで成立した。
源有仁がその始祖とされ、徳大寺家・大炊御門家を経て、高倉家・山科家の家職となった。明治の洋装導入で一旦は両家の家職は廃止されたが、後に旧儀保存のためとして改めて両家に宮内省での衣紋法教授が命じられた。以降、近現代の大礼・大葬をはじめとした各種皇室行事などの際には、両家による衣紋奉仕が行われている。現在、衣紋道の知識や技術は、宮内庁や一般社団法人霞会館・衣紋道研究会などによって継承が図られている。

## 歴史

### 中世

#### 衣紋道の起こり
日本の朝廷や公家社会における装束は、律令などとともに中国に倣って導入され、着用者の身分や職掌、年齢によって、使用を許される色や形、文様などが細かく定められていた。また、四季の明瞭な日本では、夏の装束と冬の装束が分けられ、生地に加えて色彩も、それぞれの季節に相応しいものを着用することが求められるなど、規則にはない様々な慣習も存在した。
平安時代後期に武士が台頭するようになると、曲線美から直線的な美を志向する方向へと公家の美意識も変化し、装束の嗜好も、ゆったりとした柔装束から、糊張りを強くするなどした強装束へと変わっていった。強装束は、肩当てや腰当てといった補正具をも用いたため、一人で着ることが難しくなり、衣紋方と呼ばれる補助人が必要とされるようになった。
後三条天皇の孫の源有仁は、儀式や有職故実に通じた人物であるとともに、詩歌・管弦などに秀でた文化人で、衣服にも大きな関心を寄せ、強装束を美しく着付ける技術体系を編み出した。これが衣紋道の始まりとされ、有仁は衣紋道の祖とされる。一説では、強装束を始めたのも有仁だとされている。

#### 高倉流と山科流の成立
有仁の死後、衣紋道は徳大寺実能と大炊御門経宗に伝わり、両家が天皇の着装を担うことになった。しかし、大炊御門家は衣紋に対してさしたる関心を持たず、有仁から伝えられた衣紋の技術は、助手をしていた高倉家に移った。南北朝時代には、高倉家から有能な人物が相次いで現れている。一方の徳大寺家では、承安2年（1172年）頃、3代目実定の猶子となった実教が衣紋道に熱心に取り組み、のちの山科家の祖となった。山科家は、宮廷の物品調達を職掌とする内蔵頭を世襲し、御服調進を家職とした。
主に内裏で天皇の御服調進を担った山科家に対して、高倉家は仙洞での上皇への装束奉仕を中心としたように、本来、調進は山科家、着装は大炊御門家という分掌であったが、忌服などで一方が職務を果たせない場合などが生じたため、両家ともに調進・着装を担うようになっていった。また、高倉家は足利義満との関係を深めることで、武家の装束をも取り扱うようになった。
応仁の乱などによる京都の荒廃は、職人の散逸と、それに伴う技術や製法の喪失など、衣紋道にも大きな影響を与えた。しかし、武家の統一政権が成立して社会が安定すると、途絶えていた朝儀が次第に再興され、同時に、有職故実の研究や考証が進んだことで装束も復旧されていった。山科家も、織田信長に接近するなどして伝統の復興を図った。やがて再び山科・高倉両家が御服調進と衣紋奉仕をともに担うようになると、衣紋道が両家の家道となった。両家の仕立てや着付けの作法は、次第に種々の違いが生じていき、それぞれ「山科流」「高倉流」と呼ばれた。

### 近世
江戸時代になると、幕府の儀式にも公家装束が導入された。「幕府衣紋方」として200俵が与えられた高倉家は江戸に屋敷を構え、当主が度々下向して各藩の衣紋方にも装束衣紋を教授した。大名が実際に衣冠や束帯を身に付けるのは稀であったが、各藩は、衣紋を学ぶことは教養と文化度を高めるために重要と考えていた。経済力があり数も多かった武家と結びついたことで、高倉流は広く普及した。
江戸時代後半になると、「公事御再興」と称して、有職故実の研究を基に朝儀の古式復興の動きが強まった。天保年間（1831年から1845年）には、衣紋に関する有職故実に基づいて、十二単が古式の形状に復された。

### 近代以降
明治維新により宮廷服が洋装に改められると衣紋道は不要となり、山科家・高倉家の家職は廃止された。しかし、1883年（明治16年）、旧儀の廃れることを憂えた明治天皇によって、両家に宮内省での衣紋法教授が命じられた。1906年（明治39年）には、主殿寮京都出張所で衣紋講習会がはじまり、担当者の養成が図られるようになった。
旧皇室典範下での大礼・大葬などをはじめとする皇室の儀式は、両家の衣紋奉仕によって、古式に則った装束で執り行われた。1928年（昭和3年）に行われた昭和天皇の即位の礼においては、紫宸殿の儀の束帯は山科流で、大嘗宮の儀の祭服は高倉流で、それぞれ仕立てられ、着付けられた。また、伊勢神宮の式年遷宮や、石清水祭・賀茂祭・春日祭の復活にあたっても、装束に関して両家が果たした役割は大きかった。
現在では、皇室での衣紋奉仕には両流がともに採用されている。装束調進に関しては、かつて山科家が内蔵頭を世襲していたことから、天皇と皇太子の装束は山科流、その他の皇族や職員は高倉流となっている。両流の伝えてきた衣紋の知識は、宮内庁や一般社団法人霞会館・衣紋道研究会などによって継承が図られている。

## 流派による違い

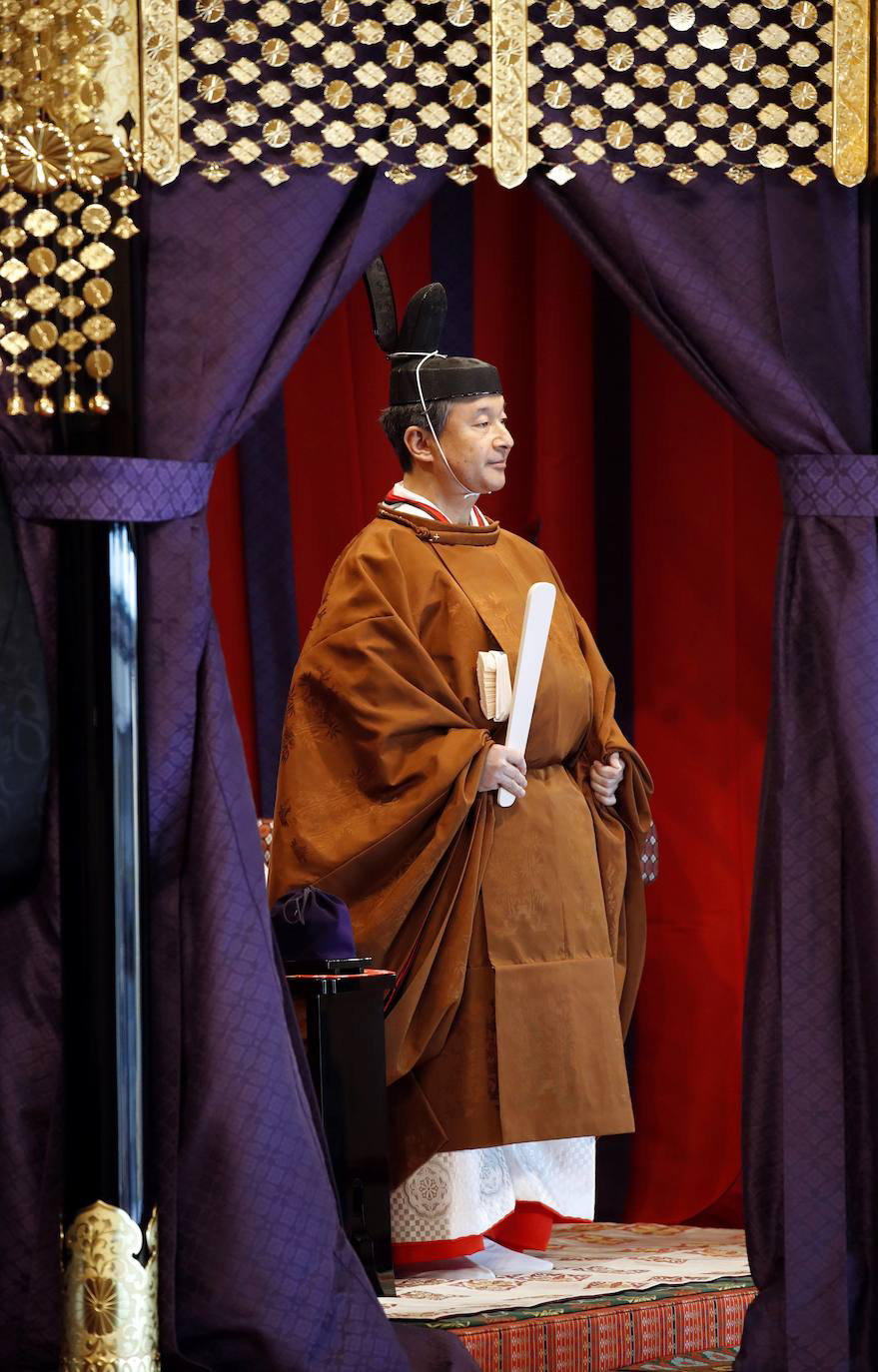
即位礼正殿の儀での第126代天皇徳仁（蜻蛉頭の綴じ糸が山科流の正十字であることが見てとれる）

高倉流は簡素で地味だが実用的とされ、一方の山科流は派手で優雅だが着崩れしやすいとされている。ただ、細部に種々の違いこそあるものの、大きな相違はないとされる。その違いも多くは男子の束帯に関するものであり、女子は、用語に若干の差異が見られるほかは、十二単をはじめとして、ほんとど違いはない。
束帯に関して、両流の比較的顕著な違いとしては、以下のようなものがある。
- 袍の仕立てで、襟を止める蜻蛉頭の綴じ糸が、高倉流は斜め十字で、山科流は正十字[9][18]
- 着装時、高倉流は前を整えてから後ろを仕上げるのに対して、山科流は後ろを整えてから前に及ぶ[18]
- 背後の石帯の石について、高倉流では石の上半分が見えるように着付け、山科流では見えないように着付ける[9]
- 着付けた際の袍の袖口の襞は、高倉流は1つで、山科流は2つ[9][18]